# Mason Ellsworth Hale
Mason Ellsworth Hale (ur. 23 września 1929 w Winsted, zm. 23 kwietnia 1990 w Arlington) – amerykański lichenolog.

## Życiorys
Mason Ellsworth Hale urodził się w Winsted w stanie Connecticut w USA. Od młodości interesował się przyrodą. Uzyskał licencjat z biologii na Uniwersytecie Yale, gdzie studiował porosty u A.E. Evansa – eksperta od porostów i mszaków. Magisterium i doktorat uzyskał na Uniwersytecie Wisconsin w Madison pod nadzorem wybitnego lichenologa J.W. Thomsona, eksperta od porostów arktycznych. Do pracy magisterskiej Mason zbierał porosty na Ziemi Baffina, do doktoratu w południowym Wisconsin. Na Uniwersytecie w Wisconsin poznał Beatrice Wilde, ekolożkę, z którą w 1952 r. wziął ślub. Mieli troje dzieci. Po uzyskaniu stopnia doktora Hale pracował przez dwa lata na Uniwersytecie w Wichita i Uniwersytecie Wirginii Zachodniej. W 1957 roku rozpoczął pracę w Smithsonian Institution. Zmarł po długiej chorobie na raka nerki w domu.

## Osiągnięcia
Zebrał około 80 000 okazów porostów. Była to jedna z największych kolekcji porostów na świecie. Napisana przez niego Biology of Lichens była pierwszym kompleksowym opracowaniem biologii porostów w języku angielskim. W 1969 napisał  How to Know the Lichens, które to opracowanie stało się  standardowym przewodnikiem do oznaczania porostów Ameryki Północnej. Prowadzone przez niego badania nad wpływem zanieczyszczenia ołowiem na wzrost porostów były jednymi z pierwszych udokumentowanych badań  o wpływie zanieczyszczenia środowiska na rozwój organizmów. Skupiał się głównie na porostach z rodziny tarczownicowatych (Parmeliaceae) i Thelotremataceae. Do badań wykorzystywał nowoczesne techniki chemiczne i skaningowy mikroskop elektronowy. W ostatniej swojej pracy dokonał rewizji rodzaju żełuczka (Xanthoparmelia) z 400 gatunkami. Zaprzyjaźnił się z ekspertem od porostów Williamem Culbersonem, z którym potem współpracował przy taksonomii porostów i tworzeniu wykazu porostów Ameryki Północnej. Hale w poszukiwaniu porostów odbył liczne wyprawy do regionów tropikalnych, w tym na Karaiby, do Ameryki Środkowej i Południowej, Azji i Afryki. Jedną z jego ulubionych wypraw było zbieranie porostów endolitycznych na Antarktydzie.
Opisał wiele nowych gatunków porostów i ich wyższych taksonów. Do nazwy naukowej tych taksonów dodawany jest cytat Hale. 
Według Google Scholar, Mason Hale napisał około 200 recenzowanych artykułów do czasopism naukowych. Doceniając jego osiągnięcia Międzynarodowe Towarzystwo Lichenologiczne (International Association of Lichenologists) stworzyło nagrodę Masona Hale'a dla najlepszego studium doktoranckiego. Recenzowane czasopismo naukowe The Bryologist poświęciło mu cały numer z jesieni 1993 r.